# 渤海保险
渤海财产保险股份有限公司，简称渤海保险，成立于2005年10月18日，是一家总部设在天津市的全国性财产保险公司。
目前，渤海保险的股东为天津市泰达国际控股（集团）有限公司，澳大利亚保险集团，天津滨海高新区资产管理有限公司，北方国际信托股份有限公司，天津联津投资有限公司和天津渤海国有资产经营管理有限公司。其中，泰达国际为最大股东，持有公司40.62%的股份。